# Залужье (Кривошинский сельсовет)
Залужье (бел. Залу́жжа) — деревня в Ляховичском районе Брестской области Республики Беларусь. В составе Кривошинского сельсовета.

## География
Расположена в 6 км от д. Туховичи, в 2 км от аг. Липск, в 6 км от д. Святица, в 7 км от д. Новосёлки, в 8 км от д. Кривошин, в 32 км от г. Ляховичи.

## История
Точного года упоминания об образовании деревни нет, но примерно деревня основана в XV-XVIII веке.
В годы Великой Отечественной Войны рядом с деревней проходили железнодорожные пути немцев, по которым они возили боеприпасы.
В годы Великой Отечественной Войны деревня была полностью сожжена, кроме нескольких хуторов.
После войны деревня была восстановлена и вновь заселена.
В годы СССР в деревне работала конюшня и ферма, был магазин и начальная школа, после развала СССР колхоз развалился.
До 22 апреля 1957 года деревня входила в состав Туховичского сельсовета Бытенского района.

## Население
Население деревни на 2023 год составляет 13 человек.

## Инфраструктура
В деревне была начальная школа до 4 класса, она работала до 1982 года, Магазин работал до 2017 года. В деревне находится Телефонная вышка.
В деревне есть две улицы — ул. Советская и ул. Комсомольская.

## Достопримечательность
- Памятный знак Бригаде имени Гризодубовой[3]. В 1975 году на ул. Комсомольской была установлена стела в честь 20-й партизанской бригады имени В.С. Гризодубовой, которая дислоцировалась в 1943 – 1944 гг. в лесу в 2-х километрах от д. Залужье.